# Ontvoering van de familie Bibas

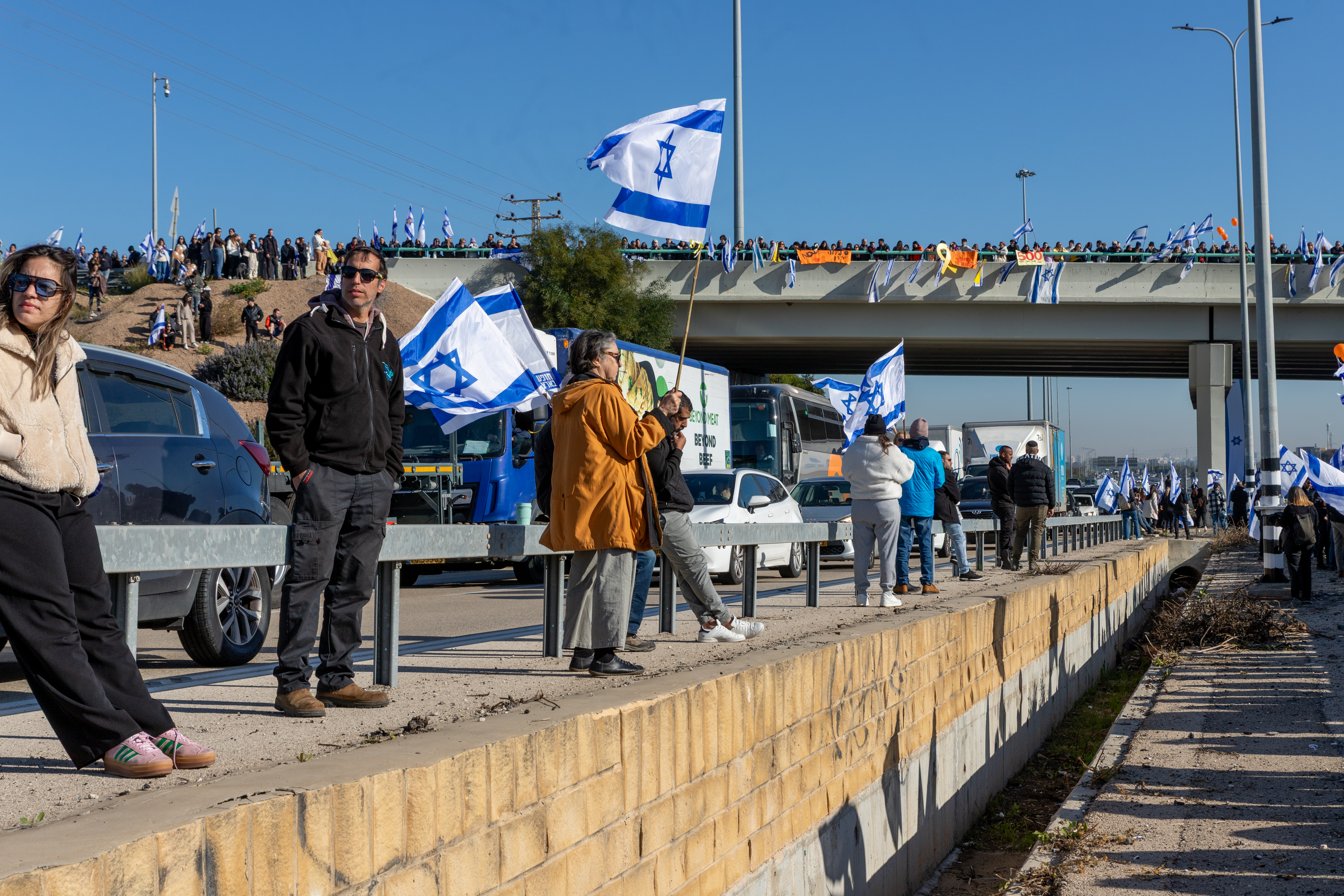
Bij de begrafenis van moeder en kinderen op 26 februari 2025 stonden tienduizenden mensen langs de route

De familie Bibas (Hebreeuws: בִּיבָּס) was een Israëlisch gezin dat op 7 oktober 2023 bij de Hamas-inval, die aanleiding was tot de oorlog Hamas-Israël, door Palestijnen van de Gazastrook uit hun huis in kibboets Nir Oz werd ontvoerd.

## Achtergrond
Het gezin, dat meerdere nationaliteiten had waaronder Israëlisch, Argentijns en Duits, bestond uit de 34-jarige Jemenitische Jood Yarden (Hebreeuws: יַרְדֵּן), zijn 32-jarige vrouw Shiri (Hebreeuws: שִׁירִי; geboren Silberman) en hun zonen, de 4-jarige Ariel (Hebreeuws: אֲרִיאֵל) en de 9 maanden oude Kfir (Hebreeuws: כְּפִיר). Alle vier de gezinsleden werden gegijzeld in de Gazastrook. Yarden Bibas werd gescheiden van zijn vrouw en kinderen ontvoerd en vastgehouden door Hamas, terwijl Shiri Bibas en haar kinderen werden vastgehouden door een andere militante groep, de Mujahideen Brigades. Ariel en Kfir Bibas, de twee jongste gijzelaars die op 7 oktober uit Israël werden gehaald, werden beschouwd als symbolen van de gijzelaarscrisis tijdens de Gaza-oorlog.
De ouders van Shiri Bibas, José Luis (Yossi) Silberman en Margit Shnaider Silberman, werden beiden gedood bij de aanval op Nir Oz. Eind 2023 zei Hamas dat Shiri Bibas en haar kinderen waren gedood door het Israëlische bombardement op Gaza. Op 30 november 2023, de laatste dag van het staakt-het-vuren in Gaza in 2023, bood Hamas aan hun lichamen terug te geven en Yarden Bibas vrij te laten, maar Israël weigerde en eiste dat alle levende vrouwelijke gijzelaars eerst zouden worden vrijgelaten. Israël bevestigde de dood van Shiri Bibas en haar zonen niet, maar uitte wel ernstige zorgen over hun welzijn. Als onderdeel van het staakt-het-vuren in Gaza in 2025 liet Hamas Yarden Bibas levend vrij op 1 februari 2025, nadat hij 484 dagen in gevangenschap had doorgebracht. Op 20 februari overhandigde het kisten waarvan het zei dat ze de lichamen van zijn vrouw en zonen bevatten. Israël verifieerde de overblijfselen van Ariel en Kfir Bibas door middel van DNA-testen, maar beschuldigde Hamas van het schenden van de wapenstilstandsovereenkomst nadat het had ontdekt dat de vrouwelijke overblijfselen niet overeenkwamen met die van Shiri Bibas of een andere Israëlische gijzelaar die nog steeds door Hamas werd vastgehouden. Hamas overhandigde op de avond van 21 februari nog een lichaam, dat door DNA-testen werd bevestigd als dat van Shiri Bibas. Argentinië hield twee dagen van nationale rouw. Om de begrafenis van Shiri, Ariel en Kfir Bibas op 26 februari te markeren, werden gebouwen en monumenten over de hele wereld verlicht in oranje, de kleur van het haar van de jongens. Shiri Bibas en haar zonen werden begraven naast haar ouders op de Tsoher Regional Cemetery, vlak bij hun voormalige huis.